# William de la Pole, Suffolk 1. hercege
William de la Pole (Cotton, 1396. október 16. – Dover környéke, 1450. május 2.) angol katonai parancsnok, államférfi, VI. Henrik király  főtanácsadója volt.
1415-ben örökölte meg a grófi címet, majd 1417-től 1431-ig Franciaországban harcolt. 1429-ben egy ideig francia fogságban volt. 1431-től haláláig a királyi udvarban tevékenykedett, nevéhez fűződik a franciákkal kötött kétéves tűzszünet és Anjou Margit kezének megszerzése VI. Henriknek.
A franciaországi visszavonulások miatt népszerűtlenné vált Angliában. 1447-ben letartóztatta riválisát, Gloucestert, aki meghalt a börtönben, és az a híresztelés kapott szárnyra, hogy megölette. 1450 elején a kormányzati politika miatt felháborodott parlament bíróság elé akarta állítani, de a király nem engedte ezt, inkább öt évre száműzte. 1450. május 2-án közemberek meggyilkolták.

## Franciaországban
William de la Pole 1396-ban született, Michael de la Pole, Suffolk 2. grófjának második gyerekeként. 1415 szeptemberében apja elhunyt Harfleur ostromában, bátyja pedig egy hónappal később elesett az Azincourt-i csatában, így megörökölte a grófi címet. 1417-től Franciaországban harcolt V. Henrik  hadjárataiban. A király halála után, 1423-ban Salisbury grófjának seregében harcolt Champagne-ban, és ott volt a crevant-i győzelemnél.
1424. augusztus 17-én Verneuilnél már V. Henrik testvére, a leendő király gyámja, Bedford hercege alatt szolgált. 1428. november 3-án Salisbury elesett Orléans-nál, és Suffolkot nevezték ki a Franciaországban állomásozó angol sereg főparancsnokának. 1429. június 12-én Jargeau-nál Jeanne d’Arc csapatainak fogságába került, ahonnan csak váltságdíj ellenében szabadult. 1431-ig, angliai hazatéréséig töltötte be a főparancsnoki posztot.

## A király mellett
A következő évtizedben a király környezetében élt, és komoly kormányzati befolyásra tett szert. 1443-ban, Henry Beaufort bíboros visszavonulása után a politika első vonalába került. Beaufort-hoz hasonlóan békét akart kötni a franciákkal. 1444-ben kétéves fegyverszünetet ért el és megszerezte Anjou Margit kezét királyának, amiért megkapta a Suffolk őrgrófja címet. Ekkor mérgesedett el a viszonya Humphrey Plantagenet gloucesteri herceggel, aki egy Armagnac-házi királynét szeretett volna.
Suffolkról az a hír terjedt el, hogy túlságosan is jóban van a franciákkal, így amikor Anglia – saját királya miatt – kénytelen lett feladni Anjout és Maine-t, a népszerűtlen döntés ódiuma William de la Pole-ra szállt. Történt ez annak ellenére, hogy Suffolk ellenezte az elfoglalt területek visszaadását. 1447. május 25-én hivatalos nyilatkozatot tett a király lakosztályában arról, hogy soha nem tett indítványt Anjou és Maine átengedésére.
1447. február 20-án Suffolk árulás vádjával letartóztatta a gloucesteri herceget, aki a franciaországi kivonulás leghevesebb ellenzője volt. A herceg három nap múlva meghalt Bury Saint Edmundsban. Emiatt híresztelések kaptak szárnyra, miszerint Suffolk meggyilkoltatta Gloucestert, pedig valószínűleg szélütés végzett vele.
1448 júliusában William de la Pole pályája csúcsára jutott, és megkapta a hercegi címet. 1449 márciusában az angolok, megszegve a tűzszünetet – feltehetően Suffolk támogatásával – csalárd módon elfoglalták Fougères-t, és a harcok kiújultak. A franciák hamarosan csaknem egész Normandiát visszafoglalták.
1449 novemberében összegyűlt a parlament, és Suffolk, aki a gyenge király helyett kormányzó udvari párt feje volt, össztűz alá került. Adam Moleyns, Chichester püspöke, a titkos pecsét őre kénytelen volt lemondani. 1450. január 9-én kézzelfoghatóvá vált a nép elégedetlensége, dühös matrózok megölték Moylenest Portsmouth-ban. Az alsóház ezután Suffolkot vádolta meg az angol politika rossz irányításával, a pénzügyek helytelen kezelésével, a civil nyugtalanság miatti felelősséggel, a franciaországi térvesztéssel, trónra töréssel. Suffolk tagadta a vádakat. A parlament bíróság elé akarta állítani, ahol nagy valószínűséggel halálbüntetésre ítélték volna, a király ezt nem engedte ezt. VI. Henrik, hogy megmentse a herceg életét, öt évre száműzte Angliából.

## Menekülése
A lordok háza valószínűleg egyetértett a döntéssel, mivel a mágnásoknak nem állt érdekükben, hogy egy hozzájuk hasonlóan magas állású, vagyonos urat bíróság elé állítsanak. Az alsóház tagjait azonban felháborította a herceg száműzése. Suffolk március 19-én hagyta el Londont, és St. Giles-i otthonába indult. A herceget feldühödött londoniak üldözték, és megpróbáltak erőszakkal bejutni a házába, de sikerült a hátsó ajtón elmenekülnie, majd Wingfield várában talált menedéket.
A következő hat hétben széles körben elterjedt száműzetésének híre, ami felháborította az embereket. Április 29-én a parlament Leicesterben ült össze, és több képviselő Suffolk és „más árulók” kivégzését követelte. Április 30-án a herceg Ipswichből Calais felé indult két hajóval és egy kicsi dereglyével, amely levelet vitt a herceg calais-i embereinek érkezése hírével. A nap folyamán a Doveri-szorosban egy kisebb flotta feltartóztatta. A hajók között volt a Nicholas of the Tower, a királyi hajóhad egyik nagyobb egysége, amelynek kapitánya Robert Wennington, egy dartmouth-i hajótulajdonos volt.

## Halála
Wennington készült Suffolk érkezésére, ugyanis elfogta az előre küldött dereglyét a herceg levelével. Wennington akciója mögött a herceg ellenlábasai álltak, de személyükre nem derült fény. Suffolk beleegyezett, hogy néhány emberével átmegy a Nicholas of the Tower fedélzetére. Wennington az „Üdvözöllek, árulóǃ” köszöntéssel fogadta. Másnap a legénység „tárgyalást” tartott, és bűnösnek találta a herceget. Május 2-án Suffolkot átszállították egy kisebb bárkába, és lefejezték.  Suffolk haláláról így számolt be egy korabeli levél. "A hajó egyik legzüllöttebb embere megparancsolta, hogy hajtsa le a fejét, mert tisztességgel bánnak vele és kard által fog meghalni. Fogott egy rozsdás kardot, és féltucat csapással leütötte a fejét. Elvette vörösbarna köpenyét és páncélozott bársonyzekéjét, majd tetemét a doveri homokra fektette." Halála a Jack Cade-lázadás egyik bevezető eseménye volt.
Elképzelhető, hogy a herceg levágott fejét karóba húzták. A test néhány napig a parton hevert, majd a király utasítására elvitték onnan. Júniusban Suffolk maradványait a wingfieldi templomba szállították, majd a hulli kolostorban temették el. A kor népszerű mendemondája volt, hogy William de la Pole áruló volt, illetve viszonyt folytatott Anjou Margittal. Ezeket az állításokat nem támasztják alá bizonyítékok.
Suffolk helyét Plantagenet Richárd yorki herceg töltötte be. A király és hitvese, valamint az őket támogató nagyurak nem bíztak Yorkban, aki meg akart szabadulni a kormányzati pozíciót betöltő korrupt és hozzá nem értő emberektől. Attól is tartottak, hogy a herceg igényt támaszt a trónra. Az udvarban kialakult a két nagy frakció, a királyt támogató Lancaster- és a velük szemben álló York-párt, amely végül a rózsák háborújában csap majd össze. Suffolk hercegi címét egyetlen fia, John örökölte. Anyja Salisbury gróf özvegye, Geoffrey Chaucer unokája, Alice Chaucer volt.